# گلنیس گریس
گلنیس گریس (به هلندی: Glennis Grace) (زاده ۱۹ ژوئن ۱۹۷۸) خواننده هلندی است.
او در مسابقه آواز یوروویژن ۲۰۰۵ نماینده هلند بود.همچنین وی فینالیست فصل سیزدهم برنامه آمریکا استعداد دارد می باشد.